# 篠田義明
篠田 義明（しのだ よしあき、1933年（昭和8年） - ）は、英語学者。専門は科学技術英語。早稲田大学名誉教授。ミシガン州アナーバ市の名誉市民。日本実用英語学会会長。2015年春の叙勲で瑞宝中綬章受章。日本国内においては、先駆けて工業英語 (テクニカル・ライティング) を教育機関や民間企業において指導。パナソニック株式会社の品田正弘氏 (現 代表取締役社長) は、早稲田大学商学部において、篠田義明ゼミの第一期生。

## 学歴
- 早稲田大学教育学部英語英文学科卒業
- 明治大学大学院修士課程修了
- 早稲田大学大学院博士課程修了（教育学博士）

## 職歴
- 米国ミシガン大学 (University of Michigan) 教授
- 早稲田大学名誉教授
- San Francisco State University 客員教授 (1978年)
- 日本テクニカルコミュニケーション協会会長
- 東京大学大学院
- 工学院大学教授

## 専門分野
- 英語学
- 科学技術英語 (英文テクニカルライティング、工業英語)
- ビジネスコミュニケーション

## 主著
- 「ビジネス文　完全マスター術」（角川書店）
- 「科学技術英語の正しい訳し方」（南雲堂)